# Stanisław Sikorski (1921–1945)
Stanisław Sikorski ps. „Zbigniew”, „Jarema” (ur. 1 września 1921 w Rynarzewie, zm. 1 czerwca 1945 w Kotkach) – oficer Narodowych Sił Zbrojnych.

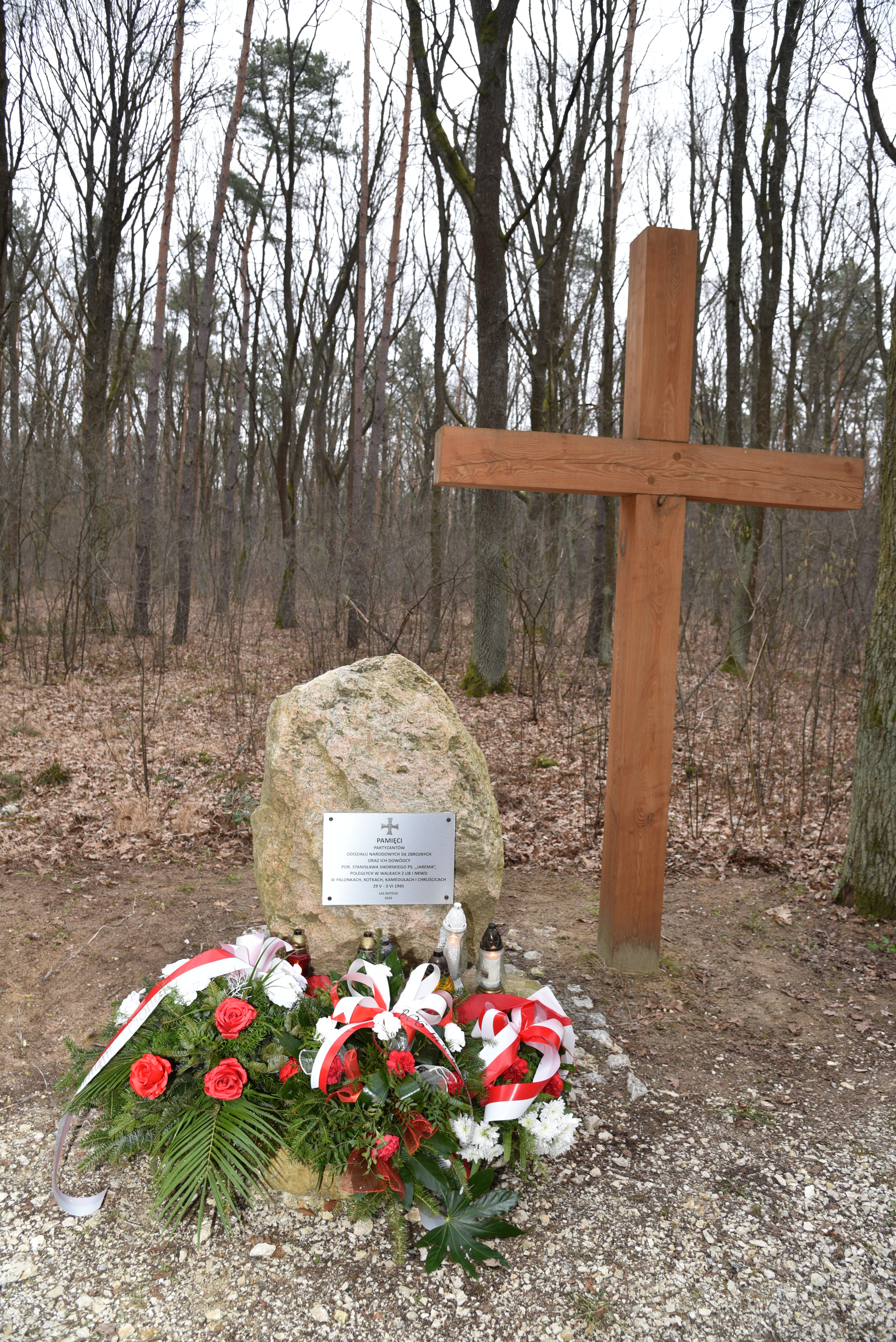
Pomnik w Lesie Koteckim upamiętniający żołnierzy Narodowych Sił Zbrojnych i ich dowódcę por. Stanisława Sikorskiego ps. „Jarema”, poległych w walkach z UB i NKWD w Kotkach, Palonkach, Kamedułach i Chriścicach w dniach 29.05-03.06.1945 r.

## Życiorys
Był synem Walentego i Weroniki Sikorskich. Po wysiedleniu wraz z rodziną w 1940 z ziem polskich wcielonych do III Rzeszy do Szczucina w Generalnym Gubernatorstwie podjął pracę w sklepie. Został członkiem Związku Jaszczurczego, a w 1944 wstąpił w szeregi Narodowych Sił Zbrojnych.
Przyjął pseudonim Jarema i został adiutantem dowódcy Brygady Świętokrzyskiej. Po wymarszu brygady do Niemiec, pozostał na Kielecczyźnie organizując własny oddział. Korzystając z pomocy niemieckiego lotnictwa jego oddział w marcu i kwietniu zasiliło 29 skoczków spadochronowych z Brygady Świętokrzyskiej. Najbardziej znana z akcji oddziału Jaremy to rozbrojenie bez użycia broni kompanii saperów Ludowego Wojska Polskiego. Z oddziałem liczącym około 200 ludzi dotarł na teren powiatu stopnickiego i zakwaterował we wsi Palonki mając zamiar zaatakować więzienie w Pińczowie. Poinformowany przez kobietę, która wymknęła się ze wsi, Powiatowy Urząd Bezpieczeństwa Publicznego w Busku utworzył grupę operacyjną, która zaatakowała oddział Jaremy. Stanisław Sikorski zginął w walce z grupami operacyjnymi z PUBP w Busku, z WUBP w Kielcach i oddziałem Armii Czerwonej, w bitwie pod Kotkami. Okoliczności śmierci i miejsce jego pochówku pozostają nieznane.